# Ian Harte
Ian Patrick Harte (Drogheda, Irlanda, 31 de agosto de 1977) es un futbolista internacional irlandés, ya retirado.

## Trayectoria

### Leeds United
Nacido en Drogheda, Harte se comenzó su carrera en el club San Kevins FC en Whitehall (Dublín) en la categoría sub-12, donde su hermano Michael había jugado en la Tercera División anteriormente. Posiblemente emigraría pronto, siendo el jugador más joven, jugando en la liga local más competitiva.
Harte se unió al Leeds United, de Inglaterra, en 1995, con tan solo 18 años de edad. Jugó para Leeds United durante nueve temporadas, llegando a ser una parte importante de su equipo, junto a su compatriota Gary Kelly.
En la temporada 1999-2000 ayudó a Leeds llegar a las semifinales de la Copa de la UEFA, hoy UEFA Europa League, jugando doce partidos y anotando un gol. A continuación, les ayudó a llegar a la misma etapa de la Liga de Campeones de la UEFA, en la temporada 2000-2001, jugando 17 partidos y marcando tres goles en la competición.
Pero, sin duda, el momento más memorable de Harte en el Leeds United fue al anotar un tiro libre contra el Deportivo de La Coruña en los cuartos de final de la UEFA Champions League por primera vez en Elland Road. La carrera posterior de Harte en Leeds no tuvo tanto éxito, ya que su falta de ritmo fue expuesto y sus goles comenzaron a escasear. Anotó un penalti ante el Portsmouth FC en su última temporada en el club, pero el Leeds United llegó a perder el juego y fueron relegados a la Football League Championship. Harte volvió a Elland Road vistiendo la camiseta del Reading Football Club el 22 de abril de 2011 y jugó 90 minutos en el empate 0-0 entre las dos partes. Harte fue aplaudido en todo momento por los aficionados locales.
El 25 de agosto de 2015 anunció su retirada.

### Selección nacional
Fue parte de la selección irlandesa sub-19 en 1996. Debutó con la selección absoluta el 2 de junio de 1996 ante Croacia, y luego fue regular en la alineación de Irlanda en la clasificación para la Copa Mundial de Fútbol de 1998 donde no clasificó. Para la Clasificación de UEFA para la Copa Mundial de Fútbol de 2002, Harte ya de titular, fue pieza fundamental del equipo irlandés anotando 4 goles y clasificando al mundial de Corea Japón 2002 eliminando nada menos que a los favoritos holandeses y anotando un gol en la repesca ante Irán. En el mundial asiático, jugó los 4 partidos de Irlanda que llegó hasta octavos de final, cayendo por penales ante España (1-1 en el tiempo regular), los irlandeses se retiraron invictos del torneo dejando una grata impresión.
Con la Selección de fútbol de Irlanda, jugó 62 partidos y anotó 12 goles.

### Participaciones en Copas del Mundo
| Mundial                        | Sede                  | Resultado        | Partidos |
| ------------------------------ | --------------------- | ---------------- | -------- |
| Copa Mundial de Fútbol de 2002 | Corea del Sur y Japón | Octavos de final | 4        |

## Clubes
| Club            | País       | Año         |
| --------------- | ---------- | ----------- |
| Leeds United    | Inglaterra | 1996 - 2004 |
| Levante UD      | España     | 2004 - 2007 |
| Sunderland AFC  | Inglaterra | 2007 - 2008 |
| Blackpool FC    | Inglaterra | 2008 - 2009 |
| Carlisle United | Inglaterra | 2009 - 2010 |
| Reading FC      | Inglaterra | 2010 - 2013 |
| AFC Bournemouth | Inglaterra | 2013-2015   |

## Palmarés

### Campeonatos nacionales
| Título                       | Club            | País       | Año  |
| ---------------------------- | --------------- | ---------- | ---- |
| Football League Championship | Reading FC      | Inglaterra | 2012 |
| Football League Championship | AFC Bournemouth | Inglaterra | 2015 |